# Championnat d'Islande de football 1979
Navigation
Saison précédente Saison suivante
La saison 1979 du Championnat d'Islande de football était la 68e édition de la première division islandaise. Les 10 clubs jouent les uns contre les autres lors de rencontres disputées en matchs aller et retour.
Le Valur Reykjavik, le tenant, a tenté de conserver son titre de champion d'Islande face aux 9 meilleurs clubs du pays. C'est aussi la première saison parmi l'élite du 2e club d'Hafnarfjörður, le Haukar. Avec le retour du KR parmi l'élite, 5 des 10 clubs sont de Reykjavik, une première depuis 1955.
Grande première puisque c'est le club des îles Vestmann, l'ÍBV Vestmannaeyjar, qui termine en tête et remporte là le premier titre de champion d'Islande de son histoire.
En bas du classement, les deux novices de 1. Deild, le Haukar Hafnarfjörður (tout juste promu) et le KA Akureyri sont relégués en 2. Deild. Le Haukar n'est plus parvenu à réintégrer la première division nationale depuis.

## Les 10 clubs participants
| \| Reykjavik : · Fram - Valur - þrottur - Vikingur - KR Reykjavik ÍBK Keflavík ÍA Akranes KA Akureyri ÍBV Vestmannaeyjar Haukar Hafnarfjörður \| Clubs participants |
| Reykjavik : · Fram - Valur - þrottur - Vikingur - KR Reykjavik ÍBK Keflavík ÍA Akranes KA Akureyri ÍBV Vestmannaeyjar Haukar Hafnarfjörður                          |

| Club                 | Classement 1978 | Stade            | Ville          |
| -------------------- | --------------- | ---------------- | -------------- |
| ÍA Akranes           | 2               | Akranesvöllur    | Akranes        |
| Fram Reykjavik       | 6               | Laugardalsvöllur | Reykjavik      |
| Haukar Hafnarfjörður | 2. Deild        | Kaplakrikavöllur | Hafnarfjörður  |
| KA Akureyri          | 8               | Akureyrarvöllur  | Akureyri       |
| ÍBK Keflavík         | 3               | Keflavíkurvöllur | Keflavík       |
| KR Reykjavik         | 2. Deild        | Laugardalsvöllur | Reykjavik      |
| þrottur Reykjavik    | 7               | Laugardalsvöllur | Reykjavik      |
| Valur Reykjavik      | 1               | Laugardalsvöllur | Reykjavik      |
| ÍBV Vestmannaeyjar   | 4               | Hásteinsvöllur   | Vestmannaeyjar |
| Vikingur Reykjavik   | 5               | Laugardalsvöllur | Reykjavik      |

## Compétition

### Classement
Le barème de points servant à établir le classement se décompose ainsi :
- Victoire : 2 points
- Match nul : 1 point
- Défaite : 0 point

| Rang | Équipe                 | Pts | J  | G  | N | P  | Bp | Bc | Diff |
| ---- | ---------------------- | --- | -- | -- | - | -- | -- | -- | ---- |
| 1    | ÍBV Vestmannaeyjar     | 24  | 18 | 10 | 4 | 4  | 26 | 13 | +13  |
| 2    | Valur Reykjavik T      | 23  | 18 | 9  | 5 | 4  | 35 | 22 | +13  |
| 3    | ÍA Akranes             | 23  | 18 | 10 | 3 | 5  | 27 | 17 | +10  |
| 4    | ÍBK Keflavík           | 22  | 18 | 8  | 6 | 4  | 26 | 18 | +8   |
| 5    | KR Reykjavik P         | 22  | 18 | 9  | 4 | 5  | 29 | 24 | +5   |
| 6    | Fram Reykjavik C       | 17  | 18 | 4  | 9 | 5  | 25 | 23 | +2   |
| 7    | Vikingur Reykjavik     | 16  | 18 | 6  | 4 | 8  | 26 | 25 | +1   |
| 8    | Þrottur Reykjavik      | 16  | 18 | 6  | 4 | 8  | 27 | 31 | -4   |
| 9    | KA Akureyri            | 12  | 18 | 3  | 6 | 9  | 21 | 36 | -15  |
| 10   | Haukar Hafnarfjörður P | 5   | 18 | 1  | 3 | 14 | 12 | 45 | -33  |

|  | Qualifié pour la Coupe d'Europe des clubs champions 1980-1981 |
|  | Qualifié pour la Coupe des Coupes 1980-1981                   |
|  | Qualifié pour le barrage pour la Coupe UEFA 1980-1981         |
|  | Relégation en 2. Deild                                        |

### Matchs
| Résultats (▼dom., ►ext.)                                   | Fram | Haf | KR  | Kef | þrot | Val | Akr | Vik | KA  | Vest |
| Fram Reykjavik                                             |      | 3-0 | 0-2 | 4-0 | 0-1  | 1-1 | 1-1 | 1-5 | 1-1 | 1-1  |
| Haukar Hafnarfjörður                                       | 1-1  |     | 0-1 | 0-0 | 1-5  | 0-3 | 2-1 | 1-3 | 2-2 | 0-1  |
| KR Reykjavik                                               | 3-2  | 4-1 |     | 3-2 | 1-1  | 1-1 | 1-3 | 1-0 | 4-2 | 2-2  |
| ÍBK Keflavík                                               | 1-1  | 4-1 | 1-0 |     | 1-1  | 0-3 | 0-0 | 4-0 | 2-1 | 3-1  |
| Þrottur Reykjavik                                          | 1-1  | 3-2 | 5-1 | 0-4 |      | 2-3 | 1-2 | 1-1 | 1-0 | 0-2  |
| Valur Reykjavik                                            | 3-2  | 3-0 | 1-0 | 1-2 | 3-1  |     | 2-1 | 3-3 | 5-1 | 0-2  |
| ÍA Akranes                                                 | 0-0  | 1-0 | 2-0 | 1-0 | 4-0  | 3-2 |     | 1-0 | 3-2 | 0-2  |
| Vikingur Reykjavik                                         | 1-3  | 3-0 | 0-2 | 1-2 | 2-1  | 0-0 | 1-0 |     | 4-0 | 0-1  |
| KA Akureyri                                                | 1-1  | 3-1 | 1-1 | 0-0 | 0-2  | 1-1 | 2-4 | 3-1 |     | 1-0  |
| ÍBV Vestmannaeyjar                                         | 0-2  | 4-0 | 0-2 | 0-0 | 3-1  | 2-0 | 1-0 | 1-1 | 3-0 |      |
| - Victoire à domicile - Match nul - Victoire à l'extérieur |      |     |     |     |      |     |     |     |     |      |

#### Barrage pour la Coupe UEFA
Le Valur Reykjavik et l'ÍA Akranes ont terminé à égalité de points à la 2e place du classement. Ils disputent donc un barrage pour déterminer le club qualifié pour la Coupe UEFA 1980-1981, disputé au Laugardalsvöllur à Reykjavik. 2 matchs sont nécessaires, le premier se terminant sur un match nul 0-0.
| 28 septembre 1979 | Valur Reykjavik | 0 - 0 | ÍA Akranes | Laugardalsvöllur, Reykjavik |  |
|                   |                 |       |            |                             |  |
|                   | (Rapport)       |       |            |                             |  |

| 2 octobre 1979 Match rejoué | ÍA Akranes | 3 - 1 | Valur Reykjavik | Laugardalsvöllur, Reykjavik |  |
|                             |            |       |                 |                             |  |
|                             | (Rapport)  |       |                 |                             |  |

## Bilan de la saison
| Tableau d'Honneur                 |                    |
| Compétition                       | Vainqueur          |
| Championnat d'Islande de football | ÍBV Vestmannaeyjar |
| Coupe d'Islande de football       | Fram Reykjavik     |
| Supercoupe d'Islande de football  | Valur Reykjavik    |

| Qualifications européennes                   |                    |
| Coupe d'Europe des clubs champions 1980-1981 | Qualifié           |
| 1er tour                                     | ÍBV Vestmannaeyjar |
| Coupe des Coupes 1980-1981                   | Qualifié           |
| 1er tour                                     | Fram Reykjavik     |
| Coupe UEFA 1980-1981                         | Qualifié           |
| 1er tour                                     | ÍA Akranes         |

| Promotion et relégation |                                       |
| Relégué en 2. Deild     | Haukar Hafnarfjörður KA Akureyri      |
| Promu en 1. Deild       | Breiðablik Kopavogur FH Hafnarfjörður |

## Meilleurs buteurs
| # | Buteurs               | Clubs              | Nb de Buts |
| - | --------------------- | ------------------ | ---------- |
| 1 | Sigurlas þorleifsson  | Vikingur Reykjavik | 10         |
| 2 | Steinar Johannsonn    | ÍBK Keflavík       | 9          |
| 3 | Ingi Björn Albertsson | Valur Reykjavik    | 8          |
| 3 | Jon Oddsson           | KR Reykjavik       | 8          |
| 3 | Atli Eðvaldsson       | Valur Reykjavik    | 8          |
| 3 | SigÞor Omarsson       | ÍA Akranes         | 8          |